# Alliance des sociaux-démocrates indépendants
L'Alliance des sociaux-démocrates indépendants (serbe : Savez nezavisnih socijaldemokrata (Савез независних социјалдемократа)) est un parti politique de Bosnie-Herzégovine, présent en république serbe de Bosnie.
Milorad Dodik, président de la république serbe de Bosnie, en est la figure emblématique. Parmi ses membres influents le parti compte également Željka Cvijanović, membre de la présidence de la Bosnie-Herzégovine.
Le parti est membre consultatif de l'Internationale socialiste en 2003, il devient membre de plein droit en 2008 avant d'en être exclu en août 2012.

## Idéologie
Reflétant la tendance des partis de centre-gauche en Europe de l'Est, il a été caractérisé comme un parti social-démocrate avec des opinions de gauche sur les questions fiscales,, tout en ayant des opinions plus conservatrices sur les questions sociales ,. Depuis la fin des années 2000, le parti a progressivement abandonné son idéologie réformiste et le confédéralisme  pour la russophilie , et un plaidoyer plus agressif en faveur du nationalisme et du séparatisme serbes, menaçant à plusieurs reprises la proposition de sécession de la Republika Srpska du reste de la Bosnie-Herzégovine ,,,. Cela a également conduit à l'exclusion du parti de l'Internationale socialiste en 2012 pour avoir continué à « épouser une ligne nationaliste et extrémiste ».

## Résultats électoraux

### Élections présidentielles
| Année | Rang | Candidat           | Votes   | %       | Représentant | Élu |
| ----- | ---- | ------------------ | ------- | ------- | ------------ | --- |
| 1998  | 1er  | Živko Radišić      | 359 937 | 51,3 %  | Serbes       | Oui |
| 2002  | 2e   | Nebojša Radmanović | 101 119 | 19,9 %  | Serbes       | Non |
| 2006  | 1er  | Nebojša Radmanović | 287 675 | 53,3 %  | Serbes       | Oui |
| 2010  | 1er  | Nebojša Radmanović | 295 629 | 48,9 %  | Serbes       | Oui |
| 2014  | 2e   | Željka Cvijanović  | 310 658 | 47,5 %  | Serbes       | Non |
| 2018  | 1er  | Milorad Dodik      | 368 210 | 53,9 %  | Serbes       | Oui |
| 2022  | 1er  | Željka Cvijanović  | 327 720 | 51,65 % | Serbes       | Oui |

| Année | Rang | Candidat          | Votes   | %       | Élu |
| ----- | ---- | ----------------- | ------- | ------- | --- |
| 2000  | 2e   | Milorad Dodik     | 161 942 | 25,7 %  | Non |
| 2002  | 2e   | Milan Jelić       | 112 612 | 22,1 %  | Non |
| 2006  | 1er  | Milan Jelić       | 271 022 | 48,87 % | Oui |
| 2007  | 1er  | Rajko Kuzmanović  | 169 863 | 41,33 % | Oui |
| 2010  | 1er  | Milorad Dodik     | 319 618 | 50,52 % | Oui |
| 2014  | 1er  | Milorad Dodik     | 303 496 | 45,39 % | Oui |
| 2018  | 1er  | Željka Cvijanović | 319 187 | 46,97 % | Oui |
| 2022  | 1er  | Milorad Dodik     | 300 180 | 47,06 % | Oui |

### Élections législatives
| Année | Voix    | Rang | Sièges                    | Sièges              | Gouvernement |
| Année | Voix    | Rang | Chambre des représentants | Chambre des peuples | Gouvernement |
| ----- | ------- | ---- | ------------------------- | ------------------- | ------------ |
| 1996  |         |      | / 42                      | / 15                |              |
| 1998  |         |      | / 42                      | / 15                |              |
| 2000  |         |      | / 42                      | / 15                |              |
| 2002  | 114 591 | 2e   | 3 / 42                    | / 15                |              |
| 2006  | 269 648 | 1er  | 7 / 42                    | / 15                |              |
| 2010  | 277 819 | 2e   | 8 / 42                    | 2 / 15              |              |
| 2014  | 255 156 | 2e   | 6 / 42                    | 2 / 15              |              |
| 2018  | 265 593 | 2e   | 6 / 42                    | 4 / 15              |              |
| 2022  | 259 521 | 2e   | 6 / 42                    | 4 / 15              |              |